# Traité de la Quadruple-Alliance (1834)
Pour les articles homonymes, voir Quadruple-Alliance.
 (mars 2014).
La Quadruple Alliance est un traité international signé le 22 avril 1834 entre le Royaume-Uni, la France, le Portugal et l'Espagne. Par ce traité, les quatre États s’engagent à expulser du Portugal l’infant portugais Miguel I et l’infant espagnol Carlos. 
Des articles additionnels sont signés au début de la guerre carliste, en août 1834, menant à ce que le reste des parties signataires s’engage à aider le gouvernement légitimiste en Espagne. 
Le traité est considéré par l’empire d'Autriche, l'Empire russe et le royaume de Prusse, puissances absolutistes, comme une action diplomatique conjointe visant à défendre les modèles libéraux que représentaient les gouvernements de l'Alliance. Dans la pratique, il s’agit, pour les premières puissances européennes que sont la France et le Royaume-Uni, d’assurer le contrôle partiel sur l’Espagne et le Portugal, considérés alors comme des pays aux politiques instables. 
Ce traité met un terme à l’appartenance de l’Espagne à la Sainte Alliance et permet à deux puissances traditionnellement opposées, la France et l'Angleterre, de convenir à un accord mutuel. 
La Quadruple Alliance garantit le soutien de la France et du Royaume-Uni aux prétentions dynastiques de la fille de Fernando VII d’Espagne, Isabelle II, face à Carlos Maria Isidro de Bourbon, prétendant de la Couronne. Ce soutien est déterminant pour la déroute des partisans de ce dernier lors de la première guerre Carliste et pour consolider le régime. 

## Contexte
Les révolutions de 1830 ont marqué un tournant dans le système européen initié par le congrès de Vienne de 1815 . Comme l'a exprimé Menchen Barrios, «  les ambitions politiques qui mènent à [la Quadruple-Alliance] sont fondées sur l'antagonisme entre l'Europe libérale découlant de la révolution et l'Europe absolutiste ».
L'indépendance de la Belgique a été le premier exemple de division en blocs : le Royaume-Uni et la France d'un côté, la Prusse, l'Autriche et la Russie d'autre part. 
Le rapprochement entre l'Angleterre et la France s'est fait sur la base d'« intérêts multiples, et pas seulement par affinités idéologiques ». En France, la révolution de 1830 a donné le pouvoir à Louis-Philippe, qui adopte des positions libérales. Au Royaume-Uni, le gouvernement Whig a repris et a imposé la Grande Réforme en 1832 qui a permis une ouverture politique et un élargissement de la base du régime parlementaire. Un point important de l'approche Whig, et en particulier des radicaux qui les ont soutenus dans le Parlement, était la défense des idéaux libéraux de l'Europe. Le Royaume-Uni, en expliquant la démarche à la France, a abouti à une entente cordiale, un front commun contre les monarchies absolutistes. Cette collaboration avait deux limitations importantes : le principe de non-intervention anglaise traditionnel et les intérêts économiques différents de chaque pays.  
L'Espagne et le Portugal avaient une situation intérieure instable. Au Portugal, depuis le milieu des années 1820, se déroule une guerre de succession. En Espagne, la situation est similaire, bien que la guerre n'éclate qu'après la signature du traité.

## Signification
Le but immédiat du traité est l'expulsion du Portugal des prétendants Miguel (Portugal) et Carlos (Espagne), mais il était entendu que les engagements allaient au-delà. Sans que ce ne soit explicitement énoncé par le traité, la Grande-Bretagne a continué à maintenir son influence au Portugal et évité une action unilatérale espagnole. Feront également partie des pays les constitutionnalistes (ce qu'on pourrait appeler l'« esprit » de la Quadruple) mal à l'aise avec les puissances du Nord. Javier de Burgos a défini le traité comme « une sorte de provocation dirigée vers les puissances du Nord » (la Prusse, l'Autriche et la Russie). 
La négociation sur les éléments supplémentaires a été compliquée parce qu'elle portait sur la transformation d'un soutien efficace en un domaine moral. Éléments nouveaux concernant le Royaume-Uni, mais surtout la France : la prise d'engagements concrets sans intention d'y répondre rapidement. 
La signification la plus évidente de l'historiographie sur la Quadruple Alliance, c'est que ce traité signifiait une « tutelle » du Royaume-Uni et la France à l'Espagne et au Portugal, ce qui se reflète déjà dans le texte du traité. La protection était due au poids inégal des signataires pour leur situation et des circonstances. Des auteurs comme Vilar en sont venus à voir que « dans la pratique, il s'agit d'un traité de protectorat anglo-français envers les deux états de la péninsule ibérique ».

## Parties contractantes

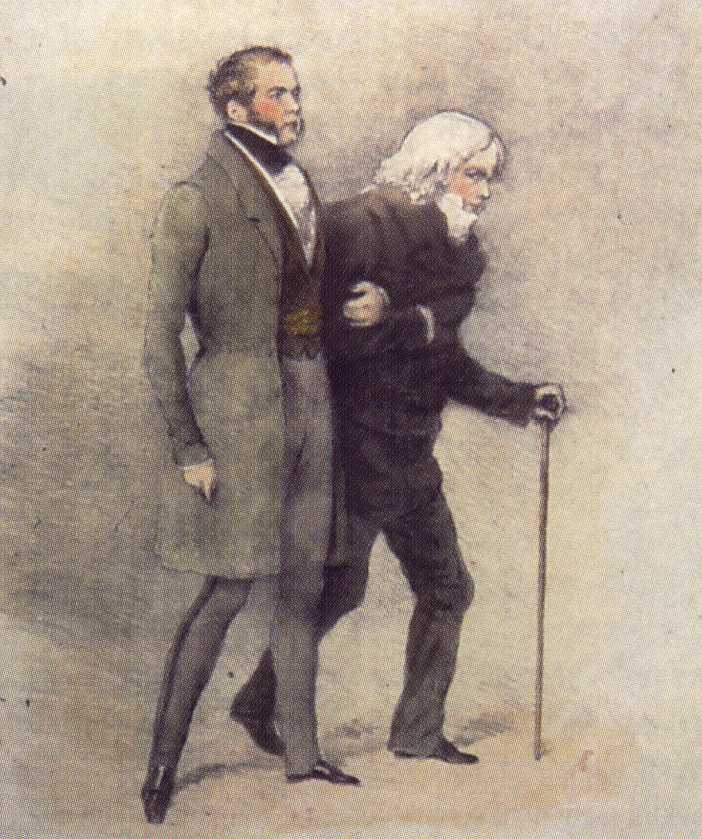
The lame leading the blind (« Le boiteux guidant l'aveugle », John Doyle, 1832), caricature anglaise représentant Talleyrand et Lord Palmerston

L’initiative du traité vint du Royaume-Uni. Le Portugal, bien qu’il considère comme indispensable le soutien militaire, s’unit au traité avec peu d’enthousiasme, le considérant comme nécessaire et inévitable. Vilar pense que le Portugal s’est uni au traité « de manière un peu forcée ». En revanche, l’Espagne signa avec enthousiasme ce qu’elle considérait comme un succès diplomatique, comme « le couronnement du processus de rapprochement avec le Royaume-Uni ».
Cependant, l’adhésion de la France fut considérée au départ avec réticence par Palmerston, le représentant britannique qui signa le traité, et c’est seulement sous la pression de Talleyrand, ambassadeur français à Londres, qu’elle fut acceptée. La mouture finale ne donne qu’un rôle secondaire à la France, dépendante du reste des parties contractantes,  il s’agit davantage d’une intention morale pour « dissiper les rumeurs propagées par les puissances absolutistes sur les différends franco-britanniques ». Pour la France, ce fut une manière de réussir un « compromis institutionnel qui soutienne l’Entente ». Cependant, plus que par intérêt pour les problèmes portugais et espagnol, c’est par son désir de rapprochement avec la Grande-Bretagne que se comprend l’adhésion de la France.

## Conséquences

### Les guerres civiles portugaise et espagnole
La mise en œuvre immédiate des engagements était la solution au problème portugais. La question espagnole et la mise en œuvre des éléments supplémentaires ont été plus compliqués[pas clair]. Globalement, le "soutien britannique était plus efficace" , mais plus diplomatique, que économique ou militaire[pas clair]. Sur ce dernier point, il y a quelques différences dans l'historiographie. Pour Vilar le soutien militaire était minime et basé sur les troupes de volontaires britanniques et la Légion étrangère française mal préparés. En revanche, Rodríguez Alonso estime que la question devrait être approfondie, soutenant l'idée d'une aide matérielle avec la vente d'armes et de fournitures pour la guerre et l'envoi de navires pour bloquer l'approvisionnement par la mer des troupes carlistes. Menchen affirme que la «collaboration britannique s'est avérée très précieuse parfois malgré des contreparties financières », et la montre en exemple pour avoir résolu le blocus de Bilbao. L'inclusion de l'Espagne dans le système commercial britannique ne s'est pas concrétisée bien qu'un accord commercial ait été signé en 1835, mais non ratifié.
Il y aurait accord entre les historiens à considérer comme une aide inutile, voire négative de la France dans la question espagnole, notamment en raison de son mauvais contrôle des frontières. La France semblait, par moments, un allié du carlisme au lieu du gouvernement isabelliste. López-Cordón dit même que c'est "indirectement l'aide presque la plus efficace du côté loyaliste", ajoutant que l'aide présumée était l'envoi de volontaires peu nombreux avec des cas de défection pour rejoindre le camp carliste.
L'historiographie française explique l'ambiguïté de l'aide par le contexte européen : Louis Philippe d'Orléans n'a jamais perdu le dialogue avec l'Autriche qui lui aurait demandé "d'arrêter" le Royaume-Uni dans cette guerre. Sur la base de ses intérêts il a pensé à la nécessité de maintenir une attitude de modération pour éviter un conflit généralisé. Tout au long de la guerre, l'intervention française a été recherchée dans le respect de l'accord et un changement de gouvernement a été effectué au profit du comte d'Ofalia en 1838 avec le parti des modérés favorables à la paix. Cependant, l'intervention n'a pas eu lieu et cela a conduit à une plus grande dépendance à l'influence anglaise en Espagne. En ce qui concerne la coopération portugaise dans la guerre carliste, elle n'aura bientôt que peu d'importance, entrée en vigueur seulement en 1836. L'année suivante, les troupes ont dû retourner dans leur pays à cause de soulèvements internes au Portugal.
En plus de l'aide militaire, le Royaume-Uni a joué un rôle diplomatique important, en particulier sur deux questions. D'abord dans une tentative de réduire les excès des deux camps dans la guerre.  Deux accords ont été signés par elle, celui de l'Eliot et la Segura Lécera, d'une efficacité "très relative". Plus importante est la deuxième question: l'intervention dans le accords de paix qui ont abouti à la Convention de Vergara ou d'Ognate en 1839, qui, dans sa rédaction finale recueillit, en substance, les termes de la proposition britannique en dépit de faire une médiation étrangère. Alonso Rodríguez partage ce point de vue en ajoutant que les diplomates britanniques "avaient joué un rôle clé dans les négociations qui ont précédé, mais ils ont pris soin que leur travail n'apparaisse pas en premier lieu".

### L'« esprit » de la Quadruple Alliance
Avec la fin de la guerre, le traité a officiellement cessé d'être en vigueur, mais aucune des deux parties a cherché son annulation. C'est ce qu'on appelle «l'esprit» de la Quadruple 
Alliance d'abord dans l'influence franco-britannique croissante en Espagne. En fait, il y a eu une lutte entre les deux pays, qui a abouti à long terme à la fin de l'entente entre la France et le Royaume-Uni. La lutte d'influence en Espagne est due principalement à deux questions. D'une part celle des créances financières, mais surtout celle du contrôle stratégique de deux voies fondamentales : celle de l'Atlantique à la Méditerranée contrôlée par la Grande-Bretagne à Gibraltar et la route maritime française sur l'itinéraire Marseille - Alger. Depuis 1830 cette seconde voie a été vitale pour les Français pour leurs conquêtes en Algérie, ce qui fait de l'Espagne "un élément clé de la politique méditerranéenne". Pour ces raisons, le soutien dans la péninsule s'inscrivait dès le commencement dans le jeu des luttes d'influence : "une négligence de la part d'un État a été saisie immédiatement par un autre pour obtenir un avantage."
La fin de l'entente entre Français et Anglais, et avec lui «l'esprit» de la Quadruple Alliance, est également due à la faiblesse caractérisée depuis sa création à cause du choc des intérêts économiques qui ont rendu impossible l'union politique. En ce qui concerne les premières différences internationales qui ont nui à cette relation, la plus importante était en Egypte, en 1840, lorsque la France a soutenu Méhémet Ali dans sa lutte pour l'indépendance face à l'Empire ottoman soutenu par le Royaume-Uni. Elle va finalement devoir l'abandonner après la défaite de l'Egypte.
L'influence française était visible à différents niveaux dans chaque gouvernement de l'État. Ainsi, au moment de la chute de Espartero il était convenu que s'ouvre une période d'influence française. Au Portugal, les conflits entre les Français et les Anglais étaient toujours mineurs, car le Portugal a continué à se maintenir dans l'influence britannique traditionnel. Le tournant de l'Entente et de «l'esprit» de la Quadruple Alliance eut lieu en Espagne, avec la question des mariages royaux impliquant en définitive les rivalités franco-britanniques, au point que l'alliance a cessé de fait d'exister.   C'était le mariage de la reine Isabelle II et de l'infante Louise Fernande. La France a empêché le prince Leopold de Saxe-Cobourg d'épouser Isabelle II pour ne pas nuire à ses intérêts. Bien que la Reine a finalement du se contenter d'un prince espagnol François d'Assise de Bourbon duc de Cadix son cousin pour éviter les soupçons, la France a réussi à faire épouser l'infante Louise Fernande sœur d'Isabelle à Antoine duc de Montpensier, le plus jeune fils du roi Louis-Philippe. L'équilibre entre La France et le Royaume-Uni était rompue, ce qui a mis fin à l'entente entre les deux pays.
La dernière rupture du traité de Quadruple alliance est venue pendant la crise portugaise de 1846-1847 où eut lieu la manifestation concrète de la perte de son «esprit» avec le désaccord franco-britannique. L'intervention espagnole au Portugal inquiète les Britanniques qui craignent l'influence de la France. Cette intervention est parvenue à un accord pour résoudre le problème portugais ensemble sous le couvert du quadruple traité, par l'Espagne et la France, car ils pensaient que "l'intervention plurielle serait le meilleur moyen de faire face à la domination britannique." 
Les historiens sont catégoriques, comme Menchen qui explique que à partir de 1847 on ne peut plus parler de Quadruple Alliance. En outre, les événements révolutionnaires de 1848 ont changé la scène internationale, en particulier pour l'Espagne: il serait impossible de maintenir des relations normales avec la France républicaine et en même temps ouvrir l'éventail des relations avec d'autres puissances en dehors de la Quadruple Alliance, voire avec les cours absolutistes des empires de l'Est.

### Les effets en politique internationale et intérieure de l'Espagne
C'est en Espagne où la Quadruple Alliance a laissé la marque la plus profonde, en étendant son influence au-delà de 1847. Comme le résume Vilar, non seulement elle a "contribué de manière décisive à la consolidation du régime libéral espagnol", mais elle a "même déterminé la direction générale de la politique extérieure de l'Espagne sous ce règne et dans une certaine mesure jusqu'en 1939". Cette approche générale est résumée en deux questions : Tout d'abord, l'Espagne est incluse dans un système particulier d'alliances ; Menchen l'appelle, au titre significatif de son étude, «système occidental» par opposition à un Orient absolutiste. En second lieu, le gouvernement espagnol a décidé de ne plus prendre parti entre la France et l'Angleterre pour adopter une position équilibrée : "quand la France et le Royaume-Uni sont d'accord, nous marchons avec eux ; sinon l'Espagne s'abstient". Sur la consolidation du régime libéral espagnol à la suite de l'«esprit» de la Quadruple Alliance, il convient de noter que l'influence anglaise, en tout cas, ne soutient pas les révolutionnaires, mais les plus modérés parmi les progressistes.